# 谷之口駅
谷之口駅（たにのくちえき）は、宮崎県日南市南郷町谷之口にある、九州旅客鉄道（JR九州）日南線の駅である。

## 歴史
- 1949年（昭和24年）1月15日：鉄道省志布志線（現・日南線）の駅として開設[1][2]。
- 1955年（昭和30年）4月1日：荷物扱い廃止[2][3]、無人駅化[4]。
- 1963年（昭和38年）5月8日：志布志線志布志駅 - 北郷駅間が日南線へ編入、同線の駅となる[2]。
- 1987年（昭和62年）4月1日：国鉄分割民営化に伴い、JR九州の駅となる[2]。
- 2017年（平成29年）3月4日：快速日南マリーン号停車開始。
- 2022年（令和4年）4月1日：宮崎支社発足、鹿児島支社から同支社へ移管[5]。

## 駅構造
単式ホーム1面1線を有する地上駅。ホームは山斜面に張付くように設置され、ホーム中央付近に待合所が設置されている。ホーム後方は斜面のため、小さな駅前広場からホームへ入場するためには、南郷方にある構内踏切を使用する。この踏切には警報機・遮断機は設置されていない。
無人駅。以前は有人駅で駅舎も建っていたが、無人駅化後に解体され、基礎部分のみが残っている。
2017年3月4日より、快速「日南マリーン号」が下り列車のみ停車となったが、2021年3月ダイヤ改正より再度上り列車も停車するようになった。

## 利用状況
2015年（平成27年）度の1日平均乗車人員は4人である。
近年の1日平均乗車人員の推移は以下の通り。
| 年度   | 1日平均 乗車人員 |
| ------ | ---------------- |
| 2002年 | 19               |
| 2003年 | 13               |
| 2004年 | 9                |
| 2005年 | 7                |
| 2006年 | 5                |
| 2007年 | 6                |
| 2008年 | 6                |
| 2009年 | 3                |
| 2010年 | 4                |
| 2011年 | 4                |
| 2012年 | 4                |
| 2013年 | 8                |
| 2014年 | 4                |
| 2015年 | 4                |

## 駅周辺
周囲には民家が点在する。
- 南郷川
- 国道220号

## 隣の駅
九州旅客鉄道（JR九州）
■日南線
■快速「日南マリーン号」(飫肥駅より各駅停車)・■普通
南郷駅 - 谷之口駅 - 榎原駅